# Jen počkej, zajíci!
Jen počkej, zajíci! (rusky Ну, погоди!, transkripce Nu, pogodi! – česky doslovně Jen počkej!) je sovětská série krátkých kreslených příběhů, které režíroval Vjačeslav Kotěnočkin. Seriál byl natočen v letech 1969 – 1986 ve studiu Sojuzmultfilm v Moskvě. V letech 1993 a 2005 byly ještě dotočeny vždy dva díly. Jako večerníček se vysílala i v Československu.
Hlavním dějovým motivem seriálu je snaha vlka (Волк [Volk]) chytit a sníst zajíce (Заяц [Zajac]). Tím je podobný americkému animovanému seriálu Tom a Jerry. Ten se ale v SSSR nevysílal, sám Kotěnočkin ho podle vlastních slov viděl až v roce 1987 na videu. Západní kritici ho přirovnávají také k seriálu Wile E. Coyote and Road Runner, v němž také získává záporná postava sympatie diváků.
Výtvarník Svetozar Rusakov si za vzor pro záporného vlka vzal gaunera, který ho v Novosibirsku ve válečném roce 1941 předběhl ve frontě na lístky do kina.
Díl 14. a 15. jsou spojeny s populární ruskou zpěvačkou Allou Pugačovou - ve 14. dílu na začátku zazní část její písně Milion růží, a v dílu 15. se vyskytuje dokonce přímo samotná Pugačova, jakožto pěvkyně liška zpívající píseň Iceberg (Ledovec).
Jen počkej, zajíci! bylo vysíláno ve 102 zemích světa.
Postavu vlka, kuřáka a chuligána ve zvonových kalhotách, měl původně namluvit Vladimir Vysockij, ale nadřazené orgány to zamítly. Přesto si v první epizodě Na pláži vlk hvízdá část Vysockého písně O příteli, zatímco šplhá po stěně domu za zajícem.
Úvodní titulky doprovází úryvek z kompozice maďarského skladatele Tamáse Deáka Vizisi (Vodní lyže).
Spoluscenárista Felix Kandel byl jako představitel ruského sionistického hnutí perzekvován, až do svého odchodu do Izraele v roce 1978 pracoval na seriálu pod krycím jménem Felix Kamov.
V roce 1976 si vlk a zajíc zahráli také v reklamě na amatérské filmové kamery.
Vysílání 12. dílu (V muzeu) cenzura pozastavila, dokud nevyloučila možnost protestu egyptské vlády proti scéně s mumií faraóna Ramsese.

## Seznam dílů
Jednotlivé epizody nebyly v originálním ruském vysílání pojmenovány, ale jen číslovány. Proto se přesné pojmenování dílů v češtině může lišit mezi jednotlivými distributory.
1. "Na pláži" – 14. června 1969
2. "V lunaparku" – 18. července 1970
3. "Na silnici" – 29. května 1971
4. "Na stadioně" – 26. června 1971
5. "Ve městě" – 23. září 1972
6. "Na venkově" – 21. dubna 1973
7. "Na moři" – 12. května 1973
8. "Na Silvestra" – 5. ledna 1974
9. "V televizi" – 4. září 1976
10. "Na stavbě" – 9. října 1976
11. "V cirkuse" – 30. července 1977
12. "V muzeu" – 8. dubna 1978
13. "Olympijské naděje" – 17. května 1980
14. "Elektronický zajíc" – 2. června 1984
15. "Zaječí chór" – 22. června 1985
16. "Pohádková ztráta paměti" – 27. září 1986
17. "Jubileum vlka" – 24. června 1993
18. "V supermarketu" – 25. června 1993
19. "V lázních" – 22. prosince 2005
20. "Na chatě" – 7. října 2006
21. "Novoroční vydání" – 21. prosince 2016
22. "Chyťte hvězdu!" – 23. prosince 2017

## Český dabing
1. dabing (kinodabing)
- Lubor Tokoš – vlk (1-4)
- Rudolf Široký – vlk (5-7)
- Zdeněk Blažek – vlk (8-16)
- Inka Šecová – zajíc a titulky (1-6)
- Antonín Jedlička – kohout
- Soběslav Sejk – medvěd
- Bedřich Šetena – titulky a nápisy (8-12)
- Bohuslav Kalva – titulky a nápisy (13)
- Alena Procházková – ježibaba
- Jiří Zavřel – titulky a nápisy (16)

Vyrobilo Filmové studio Barrandov Dabing 1972-1989
2. dabing (VHS DAVAY)
- Jaroslav Dufek – vlk

Vyrobil Davay 1992
3. dabing (VHS a DVD)
- Tomáš Borůvka – vlk, nápisy a více rolí
- Jana Páleníčková – zajíc, titulky a více rolí

Vyrobil Zems 2002

## Videohry
Sovětská firma Elektronika IM uvedla v polovině 80. let na trh digitální hru inspirovanou seriálem, vlk ve hře chytal do košíku vajíčka padající z kurníku. Dále vyšlo pět her na Microsoft Windows: plošinovka Nu, pogodi! Vypusk 1: Pogonya (Ну, погоди! Выпуск 1: Погоня) - 2002, logická hra Nu, pogodi! Vypusk 2: Kruglyy schot (Ну, погоди! Выпуск 2: Круглый счёт) - 2002, adventura Nu, pogodi! Vypusk 3: Pesnya dlya zaytsa (Ну, погоди! Выпуск 3: Песня для зайца) - 2003, plošinovka Nu, pogodi! Vypusk 4: Dogonyalki (Ну, погоди! Выпуск 4: Догонялки) - 2005 a plošinovka Nu, pogodi! Vypusk 5: Po sledam zaytsa (Ну, погоди! Выпуск 5: По следам зайца) - 2010. Třetí a čtvrtý díl vyšel i s českým dabingem: Jen počkej 3 - Píseň pro zajíce a Jen počkej, zajíci! Díl 4. Hra na honěnou.